# مول يريفان
مول يريفان (الأرمينية: Երևան Մոլ) هو مركز تسوق يقع في شارع أرشاكونياتس في يريفان، أرمينيا. تم افتتاحه في عام 2014، يعد أكبر مركز تجاري في أرمينيا من حيث عدد المتاجر ومساحة الأرض الإجمالية.
تم افتتاح هايبر ماركت كارفور في المركز التجاري في 11 مارس 2015.
يضم المركز المسرح السينمائي كينوبارك الأكثر حداثة وابتكارا وجزيرة كنز كابتن كيد أكبر مركز ترفيهي داخلي في أرمينيا.